# Isla Inaccesible (Tristán de Acuña)
La isla Inaccesible es una isla y un volcán extinto, de 14 km² de superficie, en el océano Atlántico Sur a 45 kilómetros al sudoeste de Tristán de Acuña. Es un territorio del Reino Unido, aunque no tiene ninguna población permanente.

## Historia

### Historia temprana
La isla Inaccesible fue descubierta por primera vez en enero de 1656 durante un viaje del ’t Nachtglas, un barco neerlandés bajo las órdenes de Jan Jacobszoon, 146 años después de Tristán de Acuña fue vista por marineros portugueses. Originalmente Jacobszoon la llamó isla 'Nachtglas' («noche de cristal»).
Hay dos explicaciones para el nombre de isla Inaccesible. Una de ellas es que en los mapas, la isla recién descubierta era referida como inaccesible porque la tripulación holandesa que desembarcó en ella no pudo avanzar más allá de la playa, ya que acantilados de 300 metros le bloqueaban el paso. Otros afirman que el capitán francés D'Etchevery renombró la isla en 1778 después de no ser capaz de desembarcar.

### SigloXIX
En 1803, cazadores de focas norteamericanos liderados por  Amasa Delano tocaron tierra en esta isla.
Los hermanos Stoltenhoff, que llegaron a Inaccesible desde Alemania en 1871, vivieron allí durante varios años intentando ganarse la vida cazando focas y vendiendo sus mercancías a los comerciantes que pasaban, olvidando la baja frecuencia con la que la isla tiene visitantes. Sin embargo, por la escasez de comida, estaban llenos de alegría cuando fueron rescatados en 1873 durante la visita del HMS Challenger para examinar la flora y la fauna de la isla. El autor sudafricano Eric Rosenthal relató la aventura de los Stoltenhoffs en 1952. La isla Stoltenhoff fue bautizada en su honor.

### SigloXX
En 1922, la expedición Shackleton-Rowett, en el Quest, se detuvo brevemente en Inaccesible y el naturalista Hubert Wilkins descubrió al ave posteriormente llamada Nesospiza wilkinsi.
En 1938, la expedición científica noruega pasó tres semanas en la isla. Durante ese tiempo consiguieron acceder a la meseta y catalogar plantas, aves y rocas.
Se realizó otro intento de cartografiar la isla durante la expedición de la Royal Society en 1962 a Tristán de Acuña, que llevó a científicos a la isla Inaccesible. Como muchos exploradores previamente, los científicos no fueron capaces de llegar al interior de la isla.
La isla Inaccesible fue declarada reserva natural en virtud de la Ordenanza de Conservación de Tristán de Acuña en 1976. Sin embargo, los isleños de Tristán aún podían cazar aves marinas de la isla.
En una expedición de 1982 (16 de octubre de 1982-10 de febrero de 1983), estudiantes y profesores del Colegio Universitario de Denstone hicieron mapas detallados de la isla, estudiaron su flora, fauna y geología, y llevaron a cabo un programa de marca de más de 3000 aves.
En 1997 las aguas territoriales de la isla Inaccesible hasta los 22 km de distancia fueron declaradas reserva natural bajo la Ordenanza de Conservación de Tristán de Acuña de 1976. Actualmente, solo los guías de Tristán tienen permitido visitar la isla en crucero; de hecho, la mayoría de los viajes a la isla se hace ahora a petición de expatriados.

## Naufragios

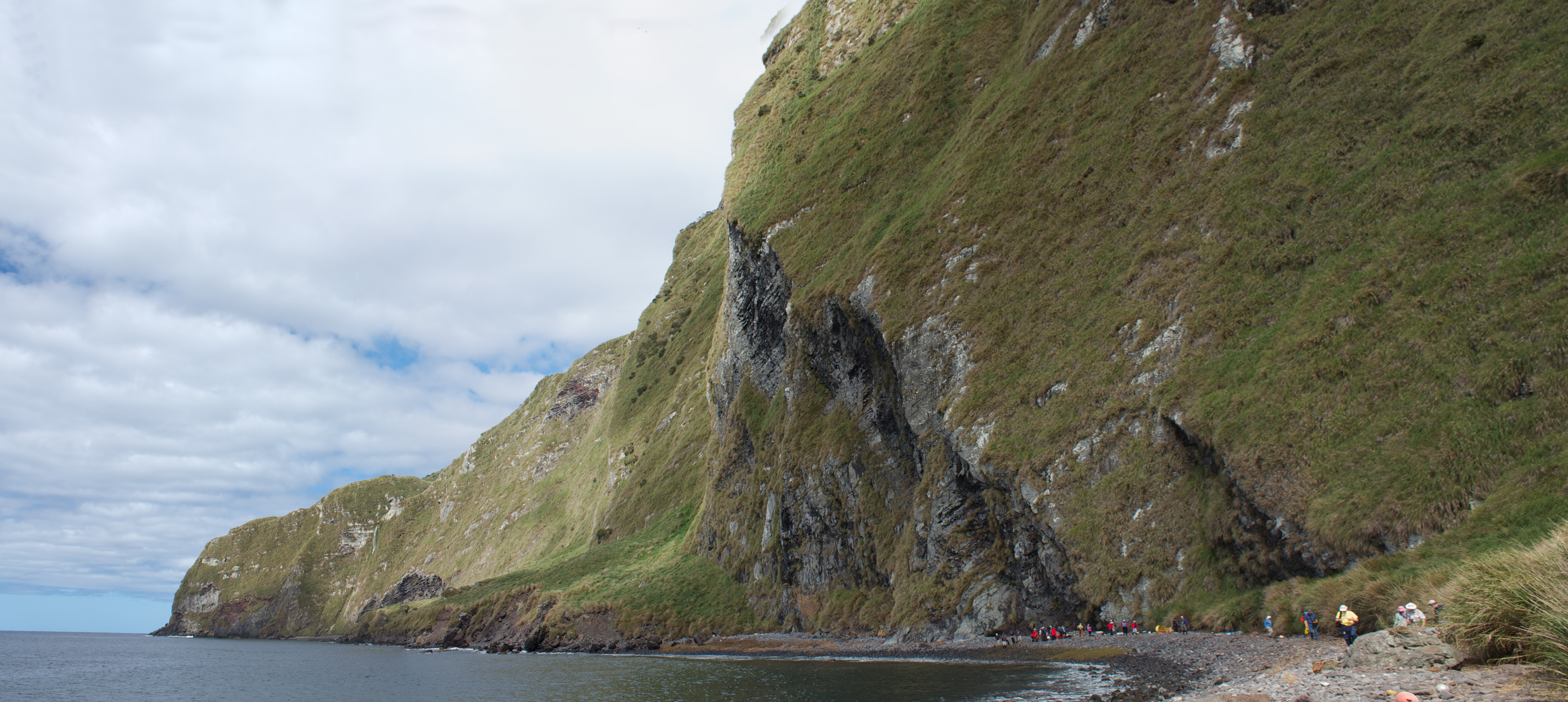
Playa de la isla Inaccesible

Hay confirmados al menos tres naufragios. El primero y más dramático, fue el de Blenden Hall, un barco fletado por la Compañía Británica de las Indias Orientales, que zarpó en 1821 con 84 pasajeros y la tripulación. Con la intención de navegar a Santa Elena, en su lugar fue llevado a Tristán de Acuña debido a corrientes adversas. Se encalló en la isla Inaccesible y se rompió por la popa, aunque el castillo de proa acabó cerca de la costa. Sobrevivieron todos menos dos, subsistiendo a base de apio, focas, pingüinos y albatros, logrando construir unos botes unos meses después. El primer intento de navegar a Tristán fracasó, resultando en la pérdida de seis personas, pero el segundo intento alertó a los habitantes de Tristán de su difícil situación. Los que quedaron fueron llevados a Tristán, donde la mayoría fueron a Ciudad del Cabo, Sudáfrica en un bergantín.
Los otros dos naufragios fueron los del Shakespeare en Pig Beach en 1883 y el Helen S Lea en North Point en 1897.

## Geografía
La Inaccesible forma parte de la ecorregión denominada pradera y matorral de las islas Tristán de Acuña y Diego Álvarez. Es una reserva natural protegida junto a la isla de Gough, ha sido designada como Patrimonio de la Humanidad por la Unesco en el año 1995, abarcando un área protegida de 7900 ha y zona de respeto de 390 000 ha.

## Vida salvaje

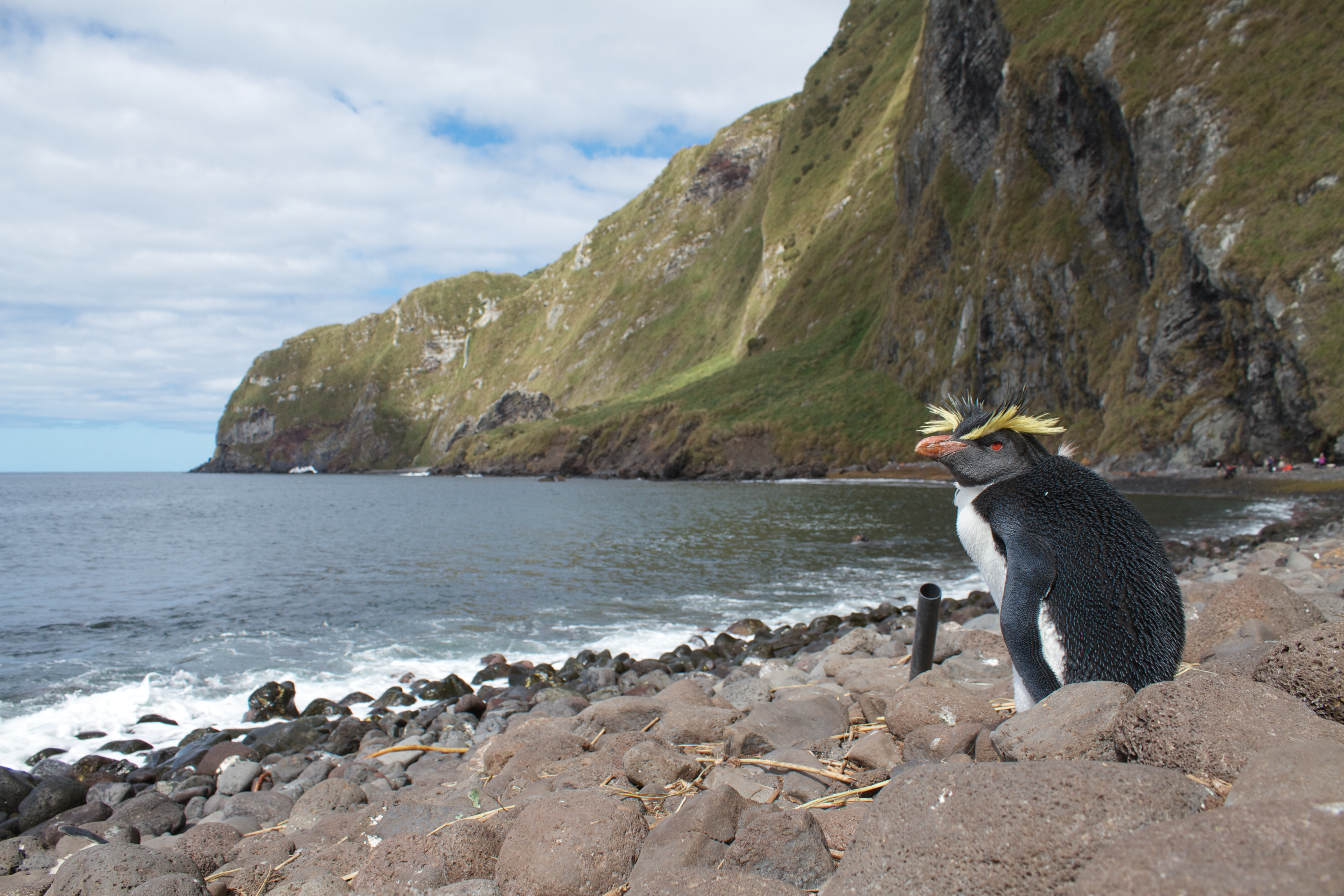
Pingüino en la isla Inaccesible

No se han encontrado mamíferos terrestres, reptiles, anfibios, mariposas o caracoles en Inaccessible. La isla tiene 64 especies de plantas autóctonas, entre ellas 20 tipos de plantas con flores y 17 especies de helechos. Además, en la isla existen 48 especies de invertebrados, 10 de las cuales fueron introducidas. También se ha observado en la isla un número cada vez mayor de lobos marinos subantárticos y elefantes marinos del sur, y en las aguas circundantes viven cetáceos, en particular ballenas francas del sur y una población residente de delfines oscuros.

### Fauna
La isla Inaccesible es conocida por el Atlantisia rogersi, el ave no voladora más pequeña del mundo. Otras aves encontradas en Inaccesible incluyen al albatros errante, el pingüino saltarrocas norteño, la Nesocichla eremita y el gaviotín.
Cuando el cabo William Glass y su familia se convirtieron en los primeros colonos de Tristán de Acuña en 1816, trajeron cabras y cerdos a la isla Inaccesible para que sirvieran de fuente de alimento. Algunos animales domésticos permanecieron durante al menos 57 años y ayudaron a mantener vivos a los hermanos Stoltenhoff durante su expedición, pero ahora se han extinguido. El ganado, las ovejas y los perros también fueron introducidos en la isla en varios momentos de la historia de la isla, pero no queda ninguno en la actualidad.
Se han visto leones marino subantártico y elefantes marino del sur en número creciente y ballenas en las aguas circundantes.
No se han encontrado recientemente mamíferos terrestres, reptiles, anfibios, mariposas o caracoles. La isla tiene 64 especies nativas de plantas, incluyendo 20 tipos de plantas con flores y 17 especies de helechos. Además, existen 48 especies de invertebrados, 10 de ellas fueron introducidas en la isla.

## Economía
La isla ha sido usada por los habitantes de Tristán de Acuña para muchos fines económicos. La isla cuenta con depósitos de guano y huevos, pero debido a la dificultad para viajar por la isla, los isleños prefieren ir a la isla Nightingale. Sin embargo, tres compañías pescan en la costa de Inaccesible. Están permitidos por la Tristan da Cunha Annex Penumbra de 1945 a pescar a 3 km de la costa.

## En la literatura
- La novela de Edgar Allan Poe, La narración de Arthur Gordon Pym citaba a la isla Nightingale, Inaccesible y a Tristán de Acuña.
- En la novela Trece salvas de honor de Patrick O'Brian pp. 120–29, el Capitán Aubrey, en una calma absoluta, es llevado a la isla Inaccesible
- El espectáculo "La Biblioneta de Eme" de la compañía Mar Rojo Teatro, tiene como protagonista la isla Inaccesible, ya que es el lugar dónde vive su protagonista.